# Suworowo (Kaliningrad, Moskauer Rajon)
Suworowo (russisch Суворово, deutsch Spandienen) ist ein Ort innerhalb des Moskauer Rajons von Kaliningrad (Königsberg (Preußen)), der Hauptstadt der russischen Oblast Kaliningrad (Gebiet Königsberg).

## Geographische Lage
Suworowo liegt an der Nordostspitze des Frischen Haffs im Südwesten der Stadt Kaliningrad (Königsberg), fünf Kilometer vom Stadtzentrum entfernt. Durch den Ort verläuft die russische Fernstraße A 194 (ehemalige deutsche Reichsstraße 1). Die nächste Bahnstation ist Kaliningrad Mamonowski (bis 1945 Prappeln) an der Strecke von Kaliningrad nach Mamonowo (Heiligenbeil) und weiter bis nach Polen (Teilstück der ehemaligen Preußischen Ostbahn).

## Geschichte
Das ehemals Spandienen wurde im Jahre 1419 gegründet und war vor 1945 geprägt durch ein Gut und eine Torffabrik. Von 1874 bis 1929 war Spandienen in den Amtsbezirk Kalgen im Landkreis Königsberg (Preußen) im Regierungsbezirk Königsberg der preußischen Provinz Ostpreußen eingegliedert. Im Jahre 1910 zählte das Dorf 142 Einwohner.
Am 1. Januar 1929 büßte Spandienen seine Eigenständigkeit ein und wurde in die Stadtgemeinde und den Stadtkreis Königsberg (Preußen) eingemeindet. Die Zugehörigkeit zu dieser Stadt blieb seither erhalten, nachdem 1945 Königsberg zur Sowjetunion kam und den Namen Kaliningrad erhielt. Spandienen bekam die russische Bezeichnung „Suworowo“. 
Suworowo war zwischen 1947 und 2009 in den Baltischen Rajon Kaliningrads eingegliedert, bis dieser im Moskauer Rajon aufging.

## Kirche
Wie in den meisten ostpreußischen Dörfern war die Bevölkerung Spandienens vor 1945 evangelischer Konfession. Das Dorf war in das Kirchspiel Haffstrom eingepfarrt und gehörte zum Kirchenkreis Königsberg-Land I in der Kirchenprovinz Ostpreußen der Kirche der Altpreußischen Union.
Heute liegt Suworowo im Einzugsgebiet der Kaliningrader evangelisch-lutherischen Auferstehungskirche, der Hauptkirche der Propstei Kaliningrad in der Evangelisch-lutherischen Kirche Europäisches Russland (ELKER).